# 2-я Квесисская улица
2-я Квеси́сская у́лица (в 1987—1990-х годах — Квеси́сская у́лица, до 12 августа 1924 года — 2-я Богоро́дицкая у́лица и Рожде́ственская у́лица) — улица в Северном административном округе города Москвы на территории Савёловского района.

## История

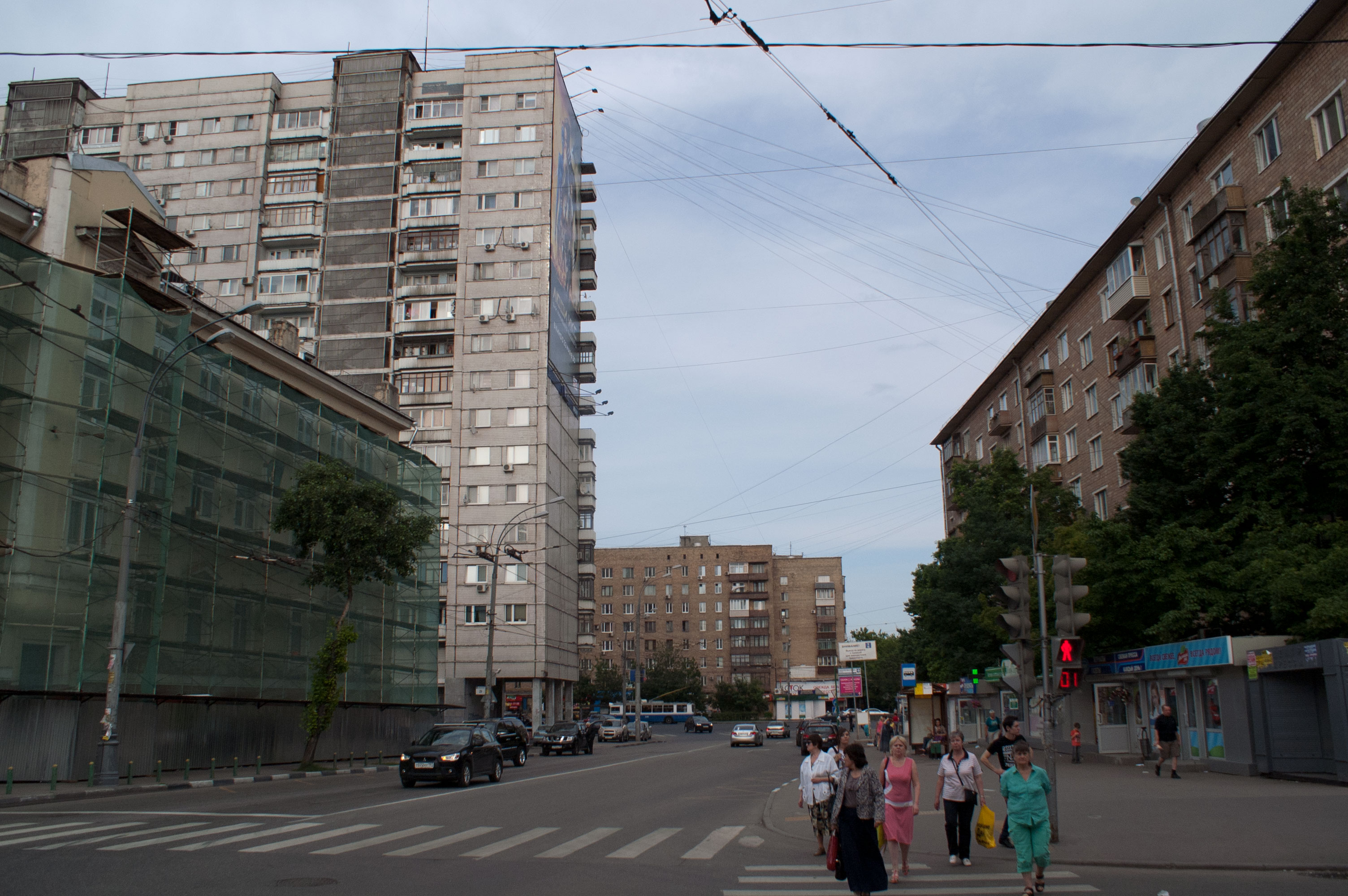
2-я Квесисская улица (вид от Вятской улицы в сторону Бутырской улицы)

Получила современное название в память об участнике боёв на подступах к Кремлю 1917 года Юлиусе Квесисе (1892/1896—1918). До 12 августа 1924 года представляла собой две улицы — 2-я Богоро́дицкая и Рожде́ственская у́лицы, названные по церкви Рождества Богородицы в Бутырках (построена в 1646—1647 годах, после чего село Бутырки стало называться Рождество на Дмитровской дороге). После упразднения в 1987 году 1-й Квесисской улицы называлась Квеси́сская у́лица, но после её восстановления в 1990-х годах получила прежнее название.

## Расположение
Проходит на запад от Бутырской улицы, пересекает Вятскую улицу, с юга к ней примыкают Раздельная улица и 2-й Нижнемасловский переулок, затем пересекает Башиловскую улицу, с севера к ней примыкает 3-я улица Бебеля, далее пересекает Полтавскую улицу, затем с юга к ней примыкает 1-я, далее с севера — 2-я улицы Бебеля, 2-я Квесисская улица проходит до Петровско-Разумовского проезда. Нумерация домов начинается от Бутырской улицы.

## Примечательные здания и сооружения

### По нечетной стороне
По четной стороне:
д. № 6 (и все строения) — в/ч № 5129 55-й дивизии войск Национальной гвардии Российской Федерации
д. № 4 — ГБУЗ «Стоматологическая поликлиника № 11 ДЗМ»

## Транспорт

### Автобус
| 72:                                                 | Водный стадион • Коптево • Савёловская                                    |
| Ошибка: маршрут А 82 не описан в модуле НОТ Москвы. |                                                                           |
| 384:                                                | Савёловская • Динамо • ЦСКА • Белорусский вокзал                          |
| 466:                                                | Бескудниково • Верхние Лихоборы • Петровско-Разумовская • Савёловская     |
| т29:                                                | Владыкино • Фонвизинская • Бутырская • Дмитровская • Савёловская • Динамо |

«→» — остановки проходятся только при движении в прямом направлении; «←» — остановки проходятся только при движении в обратном направлении.

### Метро
- Станции метро  Савёловская /  Савёловская — западный вестибюль БКЛ расположен южнее восточного конца улицы, восточный вестибюль БКЛ и вестибюль СТЛ — восточнее улицы, на площади Савёловского Вокзала.

### Железнодорожный транспорт
- Платформа Савёловская Алексеевской соединительной линии Московской железной дороги — восточнее улицы, на площади Савёловского Вокзала.
- Савёловский вокзал (пассажирский терминал станции Москва-Бутырская Савёловского направления Московской железной дороги) — восточнее улицы, на площади Савёловского Вокзала.